# Polystichum distans
Polystichum distans là một loài thực vật có mạch trong họ Dryopteridaceae. Loài này được E. Fourn. miêu tả khoa học đầu tiên năm 1872.